# Voodoo Macbeth (Film)
Voodoo Macbeth ist ein Filmdrama von zehn Regisseurinnen und Regisseuren, allesamt Studenten der USC School of Cinematic Arts, das Ende Februar 2021 beim Pan African Film Festival in Los Angeles seine Premiere feierte, im Mai 2021 beim Harlem Film Festival gezeigt wurde und im Oktober 2022 in die US-Kinos kam. Der Film erzählt die wahre jedoch leicht fiktionalisierte Geschichte über die Entstehung und die Proben zu der Inszenierung von Macbeth von Orson Welles in Harlem. Die Besetzung der im Jahr 1936 uraufgeführten Version des Stückes von William Shakespeare, seinerzeit als Voodoo Macbeth bezeichnet, bestand ausschließlich aus schwarzen Schauspielern, wobei die Handlung in das 19. Jahrhundert in ein Land verlegt wurde, das an das postkoloniale Haiti erinnert.

## Handlung

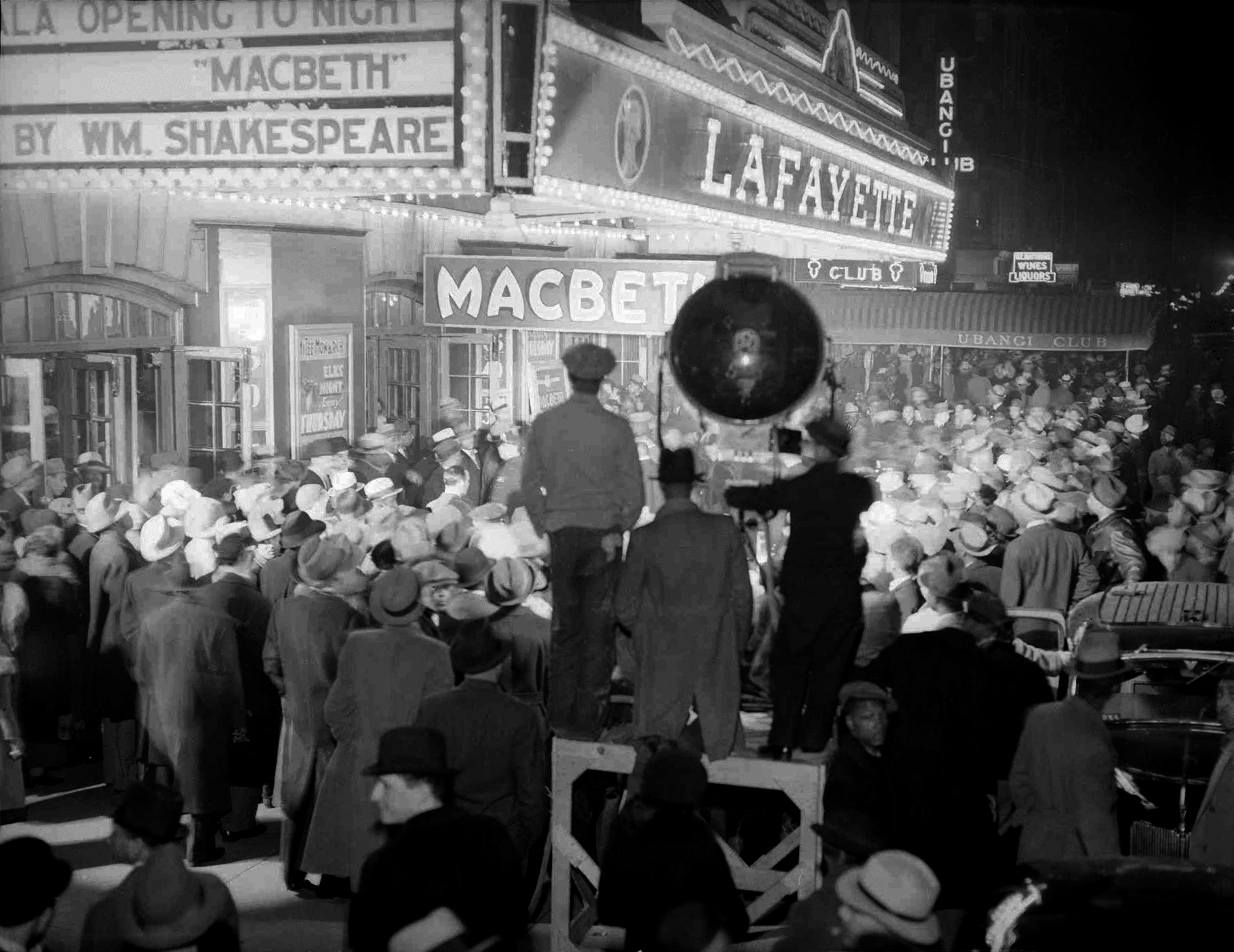
Als Welles' Version von Macbeth am 14. April 1936 am Lafayette Theatre im New Yorker Harlem uraufgeführt wurde, sorgte dies für Aufregung

Es ist Oktober 1935. Die USA befinden sich mitten in der Weltwirtschaftskrise, und Millionen von Arbeitslosen kämpfen ums Überleben. Das Lafayette Theatre in Harlem ist weiterhin in Betrieb, und die Negro Theatre Unit hat über das Federal Theatre Project eine Förderung erhalten, damit die Künstler in diesen schweren Zeiten nicht ihre Arbeit verlieren.
Das Lafayette Theatre steht unter der Leitung von Rose McClendon und John Houseman, die den zwar unerfahrenen, jedoch experimentierfreudigen und äußerst motivierten Orson Welles damit beauftragen, eine erstmals ausschließlich mit Schwarzen besetzte Version von Shakespeares Macbeth zu inszenieren. Der gerade einmal 20-jährige Welles scheint ein wenig arrogant und anmaßend, beabsichtigt er doch gleich mit seiner ersten Arbeit nichts anderes als die New Yorker Theaterszene zu schockieren. Er verlagert in seiner Adaption den Schauplatz vom mittelalterlichen Schottland in das Haiti des 19. Jahrhunderts und ersetzt die Hexen und die Zauberei in dem Stück über den historischen Schottenkönig durch Voodoo und untermalt alles mit den Klängen von Jungle Drums.
Am Abend der Premiere strömen die Menschen, ob schwarz oder weiß und trotz aller Vorbehalte nach Harlem.

## Welles' Inszenierung vonMacbeth
Für seine Produktion von Macbeth überarbeitete Orson Welles das Stück von William Shakespeare grundlegend und verlagerte die Handlung in das 19. Jahrhundert in ein Land, das an das postkoloniale Haiti erinnert. Zudem ersetzte er die Hexen und die Zauberei in dem Stück durch Voodoo. Daher wurde seine Version des Stücks, das im Jahr 1936 Harlem uraufgeführt wurde, seinerzeit als Voodoo Macbeth bezeichnet.

## Produktion
Es handelt sich bei Voodoo Macbeth um einen Studentenfilm der USC School of Cinematic Arts, bei dessen Entstehung zehn Regisseure und Regisseurinnen beteiligt waren, die hierfür ein Stipendium von Warner Bros. erhielten. Regie führten Agazi Desta, Christopher Beaton, Dagmawi Abebe, Ernesto Sandoval, Hannah Bang, Roy Arwas, Sabina Vajraca, Tiffany Kontoyiannis, Victor Alonso-Berbel und Zoe Salnave. Am Drehbuch schrieben mit Agazi Desta, Jennifer Frazin, Morgan Milender, Molly Miller, Amri Rigby, Joel David Santner, Erica Sutherland und Chris Tarricone. Viele der Beteiligten realisierten zuvor bereits oft mehrere Kurzfilme, die ausgezeichnet wurden.
Jewell Wilson Bridges spielt Orson Welles, June Schreiner dessen damalige Ehefrau Virginia. Inger Tudor ist in der Rolle von Rose McClendon, Daniel Kuhlman als John Houseman und Ashli Haynes als Edna Thomas zu sehen. Jeremy Tardy spielt Maurice und Wrekless Watson den fiktiven Schauspieler Cuba Johnson.
Als Kameramann fungierte Bash Achkar. Das Szenenbild entwarf Maren H. Jensen, die Kostüme Naomi Wolff Lachter. Die Musik steuerte Jongnic Bontemps bei.
Die Premiere erfolgte am 28. Februar 2021 beim Pan African Film Festival in Los Angeles. Im Mai 2021 wurde Voodoo Macbeth beim Harlem Film Festival vorgestellt. Im Oktober 2021 wurde er beim San Diego International Film Festival vorgestellt, Anfang November 2021 beim American Black Film Festival. Am 21. Oktober 2022 brachte Lightyear Entertainment den Film in ausgewählte US-Kinos.

## Rezeption

### Kritiken
Von den bei Rotten Tomatoes aufgeführten Kritiken sind 69 Prozent positiv.

### Auszeichnungen
American Black Film Festival 2021
- Nominierung als Bester Film im offiziellen Wettbewerb[11]

Cleveland International Film Festival 2021
- Nominierung im American Independents Competition
- Nominierung für den ReelWomenDirect Award
- Nominierung als Bester Film für den FilmSlam Student Choice Award[12]

Harlem International Film Festival 2021
- Auszeichnung als Bester Film
- Auszeichnung als Beste Produktion
- Auszeichnung als Beste Schauspielerin (Inger Tudor)[13][5]